# 밤샘 버라이어티 야행성
《밤샘 버라이어티 야행성》은 매주 일요일 밤 11시 15분에 KBS 2TV에서 방송된 심야 예능·토크 프로그램이다. KBS의 공영성 강화를 이유로 프로그램이 폐지되었다.

## 진행자
- 신동엽
- 윤종신
- 장항준
- 길 (리쌍)
- 온유 (샤이니)

## 방영 목록
| 회차         | 방송일    | 게스트 또는 부제                                                                         | 비고 | 시청률 |
| ------------ | --------- | ---------------------------------------------------------------------------------------- | ---- | ------ |
| 1            | 5월 16일  | 김윤진                                                                                   | -    | 5.1%   |
| 2            | 5월 23일  | 전미라(MC 윤종신의 아내)                                                                 | -    | 5.7%   |
| 3            | 6월 6일   | 강대성, 정형돈, 제시카                                                                   | -    | 6.3%   |
| 4            | 6월 13일  | 야행성 남아공 월드컵 특집                                                                | -    | 6.1%   |
| 5            | 6월 20일  | 야행성 남아공 월드컵 특집                                                                | -    | 6.5%   |
| 6            | 6월 27일  | 야행성 남아공 월드컵 특집                                                                | -    | 5.3%   |
| 7            | 7월 4일   | 이효리                                                                                   | -    | 6.5%   |
| 8            | 7월 11일  | 씨앤블루(정용화, 이정신)                                                                 | -    | 미집계 |
| 9            | 7월 18일  | 손담비                                                                                   | -    | 6.6%   |
| 10           | 7월 25일  | 나르샤                                                                                   | -    | 6.3%   |
| 11           | 8월 1일   | 김종민                                                                                   | -    | 미집계 |
| 12           | 8월 8일   | 2PM                                                                                      | -    | 미집계 |
| 13           | 8월 15일  | 샤이니                                                                                   | -    | 5.4%   |
| 14           | 8월 22일  | 샤이니, DJ DOC                                                                           | -    | 7.1%   |
| 15           | 8월 29일  | DJ DOC                                                                                   | -    | 6.7%   |
| 16           | 9월 5일   | 제빵왕 김탁구 스페셜 1탄                                                                 | -    | 9.7%   |
| 17           | 9월 12일  | 제빵왕 김탁구 스페셜 2탄                                                                 | -    | 6.7%   |
| 18           | 9월 19일  | 조성모, 이홍기, 싸이먼디                                                                 | -    | 미집계 |
| 19           | 9월 26일  | 샤이니, 김성령                                                                           | -    | 5.4%   |
| 20           | 10월 3일  | 휘성, 환희                                                                               | -    | 5%     |
| 21           | 10월 10일 | 성시경                                                                                   | -    | 5.7%   |
| 22           | 10월 17일 | 박해미, 알렉스, 도지원, 지창욱, 박정아, 오지은, 이장우, 애프터 스쿨 웃어라 동해야 스페셜 | -    | 7%     |
| 23           | 10월 31일 | 카라                                                                                     | -    | 5.1%   |
| 24           | 11월 7일  | 이지애, 오정연, 전현무 아나운서                                                          | -    | 7.1%   |
| 25           | 11월 14일 | 아나운서 2탄/임창정, 엄지원                                                              | -    | 5.2%   |
| 26           | 11월 21일 | 조여정, 류현경, 하하                                                                     | -    | 6.8%   |
| 27           | 11월 28일 | 소녀시대 1탄                                                                             | -    | 6.8%   |
| 28           | 12월 5일  | 소녀시대 2탄                                                                             | -    | 7.3%   |
| 29           | 12월 12일 | 싸이, 문희준, 토니안                                                                     | -    | 6.2%   |
| 30(마지막회) | 12월 19일 | 윤상, 이현우, 윤종신, 티아라, 아이유, 이하늘, 샤이니, 빅토리아                           | -    | 6.1%   |

## 코너
- 야행성 사연 토크 - 잠 안 자고 뭐하니?
- 스타가 밥 먹여 드립니다
- 심야 착한 번개

## 경고
- 2010년 10월 31일 방영분에서 MC 신동엽 윤종신이 주고받은 대화 탓인지 선정성 논란을 일으켰으며[2] 이 같은 저속한 표현 때문에 방송통신심의위원회로부터 '주의' 조치를 받았다.[3]

## 결방
- 2010년 5월 30일 2010 남아공 월드컵 대한민국 VS 벨라루스 평가전으로 결방
- 2010년 10월 24일 F1 그랑프리 중계로 인해 결방

## 같이 보기
- 박중훈쇼 대한민국 일요일 밤